# Georg Henisch
Georg Henisch (magyarosan Henisch György, Bártfa, 1549. április 24. – Augsburg, 1618. május 31.) orvosdoktor, könyvtáros, gimnáziumi igazgató.

## Élete
Bártfa város költségén Wittenbergben tanult 1566-tól; azután a lipcsei s bázeli egyetemen a filológiát és orvosi tudományokat hallgatta. Már 18 éves korában latin verselésével kitűnt és még alig volt 26 éves, midőn a régi nyelvekben és matematikában hírnévre tett szert és Wolff Jeremiás ajánlatára 1575-ben az augsburgi gimnáziumhoz a matematika, logika s ékesszólástan tanárának megválasztották. Időközben orvosi gyakorlatra is kinyerte az engedélyt; 1576. április 12-én a bázeli egyetemen orvosdoktorrá avatták és az újonnan fölállított orvosi kollégium tagja s négyszer dékánja lett. 1576. június 4-én nőül vevén Wyrsung Kristóf augsburgi patrícius leányát, végleg letelepedett eme városban. Wolff Jeremiás halála után, 1580. október 8-án a gimnázium igazgatójának nevezték ki. 1592-ben Bártfa városa meghívta őt tanárnak, de ő a meghívást nem fogadta el. Az augsburgi városi könyvtár felügyeletével megbízták és ezen könyvtárról (1600) saját rendszere szerint készített könyvjegyzéket adott ki. 1617-ben lemondott tanári állásáról.
Arcképe: rézmetszet, Clarissimorum... virorum effigies. (Aug. Vind., 1605. és Brucker, Ehrentempel der deutschen Gelehrsamkeit. Aug. Vind., 1747. c. munkákban).

## Munkái
- Oratio de Modo Nutritionis in Corpore Humano. Lipsiae, 1572.
- Enchiridion Medicum Medicamentorum tam simplicium quam compositorum. Basiliae, 1573
- Joannis Petri Canterini, Historia vom Venediger Krieg wider den Türcken. Basiliae, 1573. (Fordítás.)
- Dictys Cretensis et Dares Phrygius, Belli Trojani Scriptores additis Libanii et Aristidis de Bello Trojano Declamationibus cum Praefatione. Basiliae, 1573.
- Neunhundert Gedächtnuss-würdige Geheimnuss und Wunderwerck, von mancherley Kräutern, Metallen, Thieren, Vögeln und andern natürlichen Künsten und Historien. Erstlich durch... Antonium Mizaldum in Latein zusammengetragen. Jetzt aber... auch besser erklärung, in Hochteutsche Sprach gebracht... Basiliae, 1574. (Basiliae, 1582. és 1615.)
- Artzney-Buch Sexti Platonici philosophi, von Vöglen, wilden und zamen Thieren, wie man dieselb in der artzney für allerhandt Kranckheiten brauchen sol... Basiliae, 1574. (Basiliae, 1582.)
- Poemata Hesiodi Ascraei quae extant omnia, Gr. cum varia interpretatione Latina... ex Graeco Sermone in Latinum conversis. Basiliae, 1574.
- Artztgarten von Kräutern... Basiliae, 1575. (Mizaldus után ford.)
- Tabulae Institutionum Astronomicarum. Adjuncta est Sphaera Procli cum textu Graeco, in latinam linguam converso. Augustae, 1575.
- Epitome Geographiae Veteris et novae, et Pomponius Mela, de situ orbis. Augustae Vindelicorum, 1577.
- De Pogonia. Augustae Vindelicorum, 1578.
- Institutionum Dialecticarum libri VII. et repetitionum libri II. Augustae Vindelicorum, 1590.
- Praeceptionum Rhetoricarum libri V. et Exercitationum libri II. Augustae Vindelicorum, 1593. (Augustae Vindelicorum, 1603.)
- Bibliothecae... Augustanae Catalogus. Augustae Vindelicorum, 1600.
- De Asse et partibus ejus. Augustae Vindelicorum, 1601. (Augustae Vindelicorum, 1606.)
- Aretaei Cappadocis Aitiologica, Simeiotica et Therapeutica, Graece et Latine... edita. Augustae Vindelicorum, 1603. (Augustae Vindelicorum, 1640.)
- De Numeratione multiplici, vetere et recenti. Augustae Vindelicorum, 1605. (Augustae Vindelicorum, 1609.)
- Aetiologica, Semeiotica et Therapeutica ad modum et ductum Araetei. Augustae Vindelicorum, 1605. (Augustae Vindelicorum, 1627.)
- Commentarius in Sphaeram Procli. Augustae Vindelicorum, 1606. (Augustae Vindelicorum, 1609. és 1619.)
- Arithmetica Perfecta et demonstrata. Augustae Vindelicorum, 1609. (Augustae Vindelicorum, 1611.)
- Thesaurus Sapientiae et Linguae Germanicae, cum significatione Haebraica, Graeca, Anglica, Hungarica, Italica etc. Pars I. Augustae Vindelicorum, 1616. (A-G-ig terjed, a szerzőnek legjelesebb munkája, a II. rész nem jelent meg.)

Levelei Bártfa városához 1592. március 20. és május 23. (a város levéltárában).